# エストフィリア

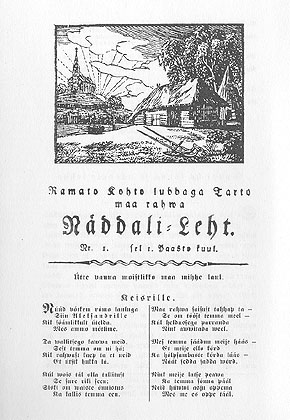
1807年に刊行された、エストニア語による初の定期出版物

エストフィリア（Estophilia）とは、エストニア語やエストニア文学、エストニア文化、エストニアの歴史の他、エストニア全般に共感を寄せるか、興味を持つ非エストニア人の思想や諸活動を指す。エストフィルズ（Estophiles）とも。対義語はエストフォビア。
バルト・ドイツ人学者がエストニア文化やエストニア語を文書化、振興し始めた、18世紀末から19世紀初頭にかけてのエストフィル運動の諸活動を指す場合が多い。1918年のエストニア独立宣言やエストニア独立戦争、エストニア共和国設立をもたらす、約100年後のエストニア民族の目覚めを誘発する上で、決定的な役割を果たした。

## 背景
北方十字軍以来、エストニア文化は社会的に相当抑圧されており、支配的な文化を担っていた、つまり都市を統治し、ハンザ同盟加盟により貿易をも司っていたのは、ゲルマン民族であった。支配者が変われば新たなミームが流入する中、土着のエストニア文化は大部分が小作人に限定されてゆく。垂直的流動性が不可能ではなかったものの、市民か地主になったエストニア人は自発的にドイツ化する傾向にあった。
この抑圧は下層階級のエストニア人からドイツ人支配層を引き離すことになるが、土着の文化を破壊するまでには至らなかった。また、スウェーデンによる支配からの比較的長期にわたる離脱により、上流階級が趣味に興じる機会を獲得。中には土着のエストニア文化を学び、その過程でこれに共感する者も出たという。
啓蒙主義時代にはエストニア文化への寛容が増し、無学の者に教育を施そうとする動きも見られるようになった。医療技術に関するエストニア語による初の定期刊行物『ルーヒケ・オッペタス』（Lühhike öppetus）が刊行されたのは、この時代のことである。

## 歴史

### エストフィル啓蒙時代（1750年 - 1840年）
エストニアの教養あるドイツ人移民や地元のバルト・ドイツ人は、思想の自由や人類愛、平等といった概念を謳う啓蒙思想を取り入れた、ドイツの大学で教育を受けている。また、フランス革命は地元の上流階級に、小作農向け文学を創出する強力な動機を与えてゆく。
こうした中、アレクサンドル1世によってエストニア南部のリヴォニア県（ロシア語:Лифляндская губерния）で1816年に、次いで北部のエストニア県（ロシア語:Эстляндская губерния）で1819年にそれぞれ農奴が解放されると、かつての奴隷身分の処遇を巡り白熱した議論が浮上することになる。
バルト・ドイツ人は概ね、エストニア人が将来的にバルト・ドイツ人と同化するであろうと見なしたものの、エストフィル系の教養階級は、13世紀にデーン人やゲルマン民族に征服される以前の、エストニア人の古代文化を賞賛。こうしてエストフィル啓蒙時代は、宗教色の強いエストニア文学から大衆向けにエストニア語で書かれた新聞への過渡期を迎えてゆく。
特にヨハン・ゴットフリート・ヘルダーの思想は、土着文化に価値を見出すバルト・ドイツ人インテリに多大なる影響を与えた。ヘルダーのヨーロッパおよびエストニアの民謡集に触発され、民間伝承を真理や自発性の自然な発露と捉えるようになったのである。その結果、学会を複数立ち上げ、学校教科書や新聞、叙事詩『カレヴィポエグ』のような文学作品を出版。
オットー・ヴィルヘルム・マッシングやガーリープ・メルケルはエストフィルの代表的人物で、マッシングは農民教育の支持者として知られ、1821年にエストニア語の週刊紙を発刊するに至る。
また、エストニア学会（エストニア語:Õpetatud Eesti Selts）が1838年タルトゥに設立。フリードリヒ・フェールマンや、フィンランドの叙事詩『カレワラ』をヒントに『カレヴィポエグ』を書いたフリードリヒ・レインホルト・クロイツヴァルトらが会員として参加した。

### 民間伝承の記録
信頼性のある民間伝承が比較的容易に収集可能であったため、様々な民話や民謡の記録に取り組んだエストフィルは多い。これによりエストニア文学の伝統が発展した一方、膨大な量のエストニア語文献に当たる内、正書法の統一規則をまとめる必要に駆られ、エストニア語の文法や発音体系の分析が進められていった。

### 言語分析
エストニア語の文法書は1637年にドイツで刊行。ヨハン・ハインリヒ・ローゼンプランターが1813年、エストニア語に関する初の学術雑誌を上梓したのを皮切りに、1843年にはエストニア語の文法書がエドゥアルド・アーレンズ牧師によりまとめられることになる。
ただし、後者についてはフィンランド語の一般的な正書法を範としたものであり、かつて使用されていたゲルマン・ラテン語のものとは異なる。これは、エストニア語がフィンランド語族に属し、フィンランド語に最も近い言語とされるためという。

## 現代のエストフィル
第二次世界大戦以降、世界中のエストフィルの多くは、様々な亡命エストニア人共同体と密接な関係を維持。最も活発なエストフィル組織はトゥクラス協会（フィンランド語:Tuglas-seura、エストニア人作家・フリーテベルト・トゥクラスに由来）であろう。

## エストフィル奨学金
エストニアの言語や文化の研究を振興するため、エストニア語研究所が毎年奨学金を提供。奨学金の目的は、エストニアの言語や文化に興味を持つ学生がエストニアで調査、研究を行う際、資金提供するというものである。奨学金はエストニア教育研究省が融資。